# Tamaki, Mie
Tamaki (玉城町 Tamaki-chō) là thị trấn thuộc huyện Watarai, tỉnh Mie, Nhật Bản. Tính đến ngày 1 tháng 10 năm 2020, dân số ước tính thị trấn là 15.041 người và mật độ dân số là 370 người/km2. Tổng diện tích thị trấn là 40,94 km2.

## Địa lý

### Đô thị lân cận
- Mie
  - Ise
  - Watarai
  - Taki
  - Meiwa